# Ekaterina Kim
Ekaterina Igorevna Kim (in russo Екатерина Игоревна Ким?; 6 ottobre 1993) è una taekwondoka russa.

## Palmarès
- Europei

Baku 2014: argento nei 53 kg.